# TED Ankara Kolejliler (volley-ball masculin)
Pour les articles homonymes, voir TED Ankara Kolejliler.
TED Ankara Kolejliler est un club turc de volley-ball fondé en 1954 et basé à Ankara, évolue au plus haut niveau national (Acıbadem Erkekler Voleybol 1.Ligi).

## Historique
TED Ankara Kolejliler Spor Kulübü est créée en 1954.

## Palmarès
- Championnat de Turquie
  - Finaliste : 1972, 1973.

## Effectifs

### Saison 2012-2013
Entraîneur : Osman Çarkçı  Turquie